# 日野薬品
日野薬品株式会社（ひのやくひん）は、医薬品・衛生材料・化粧品の卸を中心とする日本の企業であった。現在はスズケングループの一社「（株）サンキ」である。医薬品の卸売手。地盤の広島。

## 概要
- 広島市の薬品卸問屋は、「福井弘貫堂」（気神丹の特約店　製造・久光兄弟合名会社「現・久光製薬」）・「赤松純正薬舘」・「渡邉壽老堂」が創業。その後「福井弘貫堂」が廃業し「正岡商店」・「日野商店（日野薬品）」・「太田薬館」（気神丹の特約店　製造・久光兄弟合名会社「現・久光製薬」）・「寺西商店（寺西薬品）」が創業した。大正9年「渡邉壽老堂」・「正岡商店」・「日野商店」・「太田商店」・「寺西商店」と石井豊三と新川政市が卸部門を統合し「広島売薬卸売合資会社」を設立する。翌大正10年「関西薬業株式会社」創業。大正15年「新延商店」創業し4店となる。さらに「河野商店（河野薬品）・「水戸商店」・「加藤商店」・「藤井商店」等が創業。

## 会社概要
- 広島県広島市三川町17
- 代表取締役社長 日野健三

## 沿革
- 1879年（明治12年） - 広島市に日野直助商店を興す。
- 1919年（大正8年） - 「太田製薬工場」（社長・太田芳太郎）に出資し「中国製薬合資会社」と社名変更
- 1921年（大正10年） - 「日野直助」から「日野常吉」へ代表者交代
- 1965年（昭和40年）11月 - 「日野薬品」と「宅味薬品」が合併「光洋薬品株式会社」を設立

## 営業所
広島県広島市

## 主な取引メーカー
- 田辺製薬（現:田辺三菱製薬）
- 塩野義製薬
- 三共（現:第一三共）
- 第一製薬（現:第一三共）
- 藤沢薬品工業
- エーザイ
- 萬有製薬
- 中外製薬